# Nicklas Kulti
Nicklas Kulti (ur. 22 kwietnia 1971 w Sztokholmie) – szwedzki tenisista, reprezentant w Pucharze Davisa, olimpijczyk.

## Kariera tenisowa
Startując jeszcze w turniejach juniorskich Kulti w 1989 roku zwyciężył w grze pojedynczej chłopców podczas Australian Open i Wimbledonu. W tym samym sezonie dotarł do finału młodzieżowego US Open, a rok zakończył na pozycji lidera klasyfikacji juniorów.
Karierę zawodową Kulti rozpoczął w 1989 roku, a zakończył w 2001 roku. W grze pojedynczej wywalczył trzy tytuły rangi ATP World Tour oraz osiągnął cztery finały.
W grze podwójnej Szwed odniósł trzynaście zwycięstw w imprezach ATP World Tour i awansował do dwunastu finałów, w tym do finałów wielkoszlemowych French Open 1995 i US Open 1997. W paryskim finale tworzył parę deblową z Magnusem Larssonem, natomiast w Nowym Jorku z Jonasem Björkmanem.
W latach 1991–2001 Kulti reprezentował Szwecję w Pucharze Davisa. W 1997 i 1998 roku pomógł reprezentacji wywalczyć zwycięstwo w zawodach. W edycji z 1997 roku Szwedzi pokonali w finale 5:0 Stany Zjednoczone, a Kulti zdobył punkt w grze podwójnej w parze z Jonasem Björkmanem. Również z Björkmanem zdobył deblowy punkt w finałowej konfrontacji zakończonej triumfem 4:1 przeciwko Włochom.
Kulti 2 razy wziął udział w igrzyskach olimpijskich. Zarówno w Atlancie (1996) i w Sydney (2000) odpadał w 1 rundach rywalizacji deblowej. W Atlancie startował w parze z Jonasem Björkmanem, a w Sydney razem z Mikaelem Tillströmem.
W rankingu gry pojedynczej Kulti najwyżej był na 32. miejscu (3 maja 1993), a w klasyfikacji gry podwójnej na 11. pozycji (29 września 1997).

### Finały w turniejach ATP World Tour
| Nazwa                        |
| ---------------------------- |
| Wielki Szlem                 |
| Igrzyska olimpijskie         |
| ATP Tour World Championships |
| ATP Masters Series           |
| ATP Championship Series      |
| ATP World Series             |

#### Gra pojedyncza (3−4)
| Końcowy wynik | Nr | Data             | Turniej   | Nawierzchnia    | Przeciwnik            | Wynik finału     |
| ------------- | -- | ---------------- | --------- | --------------- | --------------------- | ---------------- |
| Finalista     | 1. | 12 sierpnia 1990 | Praga     | Ceglana         | Jordi Arrese          | 6:7, 6:7         |
| Zwycięzca     | 1. | 5 stycznia 1991  | Adelaide  | Twarda          | Michael Stich         | 6:3, 1:6, 6:2    |
| Zwycięzca     | 2. | 10 stycznia 1993 | Adelaide  | Twarda          | Christian Bergström   | 3:6, 7:5, 6:4    |
| Finalista     | 2. | 7 marca 1993     | Kopenhaga | Dywanowa (hala) | Andriej Olchowski     | 5:7, 6:3, 2:6    |
| Finalista     | 3. | 5 maja 1996      | Atlanta   | Ceglana         | Karim al-Alami        | 3:6, 4:6         |
| Zwycięzca     | 3. | 23 czerwca 1996  | Halle     | Trawiasta       | Jewgienij Kafielnikow | 6:7(5), 6:3, 6:4 |
| Finalista     | 4. | 13 czerwca 1999  | Halle     | Trawiasta       | Nicolas Kiefer        | 3:6, 2:6         |

#### Gra podwójna (13−12)
| Końcowy wynik | Nr  | Data                | Turniej            | Nawierzchnia    | Partner              | Przeciwnicy                             | Wynik finału        |
| ------------- | --- | ------------------- | ------------------ | --------------- | -------------------- | --------------------------------------- | ------------------- |
| Zwycięzca     | 1.  | 8 marca 1992        | Kopenhaga          | Dywanowa (hala) | Magnus Larsson       | Hendrik Jan Davids Libor Pimek          | 6:3, 6:4            |
| Zwycięzca     | 2.  | 2 sierpnia 1992     | San Marino         | Ceglana         | Mikael Tillström     | Cristian Brandi Federico Mordegan       | 6:2, 6:2            |
| Zwycięzca     | 3.  | 24 kwietnia 1994    | Monte Carlo        | Ceglana         | Magnus Larsson       | Jewgienij Kafielnikow Daniel Vacek      | 3:6, 7:6, 6:4       |
| Finalista     | 1.  | 10 lipca 1994       | Båstad             | Ceglana         | Mikael Tillström     | Jan Apell Jonas Björkman                | 2:6, 3:6            |
| Finalista     | 2.  | 2 października 1994 | Kuala Lumpur       | Dywanowa (hala) | Lars-Anders Wahlgren | Jacco Eltingh Paul Haarhuis             | 0:6, 5:7            |
| Finalista     | 3.  | 10 czerwca 1995     | French Open, Paryż | Ceglana         | Magnus Larsson       | Jacco Eltingh Paul Haarhuis             | 7:6, 4:6, 1:6       |
| Zwycięzca     | 4.  | 25 lutego 1996      | Antwerpia          | Dywanowa (hala) | Jonas Björkman       | Jewgienij Kafielnikow Menno Oosting     | 6:4, 6:4            |
| Finalista     | 4.  | 24 marca 1996       | Petersburg         | Dywanowa (hala) | Peter Nyborg         | Jewgienij Kafielnikow Andriej Olchowski | 3:6, 4:6            |
| Zwycięzca     | 5.  | 14 kwietnia 1996    | Nowe Delhi         | Dywanowa (hala) | Jonas Björkman       | Byron Black Sandon Stolle               | 4:6, 6:4, 6:4       |
| Finalista     | 5.  | 28 kwietnia 1996    | Monte Carlo        | Ceglana         | Jonas Björkman       | Ellis Ferreira Jan Siemerink            | 6:2, 3:6, 2:6       |
| Finalista     | 6.  | 4 sierpnia 1996     | Los Angeles        | Twarda          | Jonas Björkman       | Marius Barnard Piet Norval              | 5:7, 2:6            |
| Finalista     | 7.  | 18 sierpnia 1996    | New Haven          | Twarda          | Jonas Björkman       | Byron Black Grant Connell               | 4:6, 4:6            |
| Zwycięzca     | 6.  | 4 maja 1997         | Atlanta            | Ceglana         | Jonas Björkman       | David Wheaton Christo Van Rensburg      | 6:4, 7:6            |
| Zwycięzca     | 7.  | 13 lipca 1997       | Båstad             | Ceglana         | Mikael Tillström     | Magnus Gustafsson Magnus Larsson        | 6:0, 6:3            |
| Finalista     | 8.  | 17 sierpnia 1997    | Indianapolis       | Twarda          | Jonas Björkman       | Michael Tebbutt Mikael Tillström        | 3:6, 2:6            |
| Finalista     | 9.  | 7 września 1997     | US Open, Nowy Jork | Twarda          | Jonas Björkman       | Jewgienij Kafielnikow Daniel Vacek      | 6:7, 3:6            |
| Zwycięzca     | 8.  | 15 lutego 1998      | Petersburg         | Dywanowa (hala) | Mikael Tillström     | Marius Barnard Brent Haygarth           | 3:6, 6:3, 7:6       |
| Finalista     | 10. | 3 maja 1998         | Praga              | Ceglana         | Fredrik Bergh        | Wayne Arthurs Andrew Kratzmann          | 1:6, 1:6            |
| Zwycięzca     | 9.  | 15 listopada 1998   | Sztokholm          | Twarda (hala)   | Mikael Tillström     | Chris Haggard Peter Nyborg              | 7:5, 3:6, 7:5       |
| Finalista     | 11. | 11 lipca 1999       | Båstad             | Ceglana         | Mikael Tillström     | David Adams Jeff Tarango                | 6:7(6), 4:6         |
| Finalista     | 12. | 19 września 1999    | Bournemouth        | Ceglana         | Michael Kohlmann     | David Adams Jeff Tarango                | 3:6, 7:6(5), 6:7(5) |
| Zwycięzca     | 10. | 30 kwietnia 2000    | Barcelona          | Ceglana         | Mikael Tillström     | Paul Haarhuis Sandon Stolle             | 6:2, 6:7(2), 7:6(5) |
| Zwycięzca     | 11. | 18 czerwca 2000     | Halle              | Ceglana         | Mikael Tillström     | Mahesh Bhupathi David Prinosil          | 7:6(4), 7:6(4)      |
| Zwycięzca     | 12. | 16 lipca 2000       | Båstad             | Ceglana         | Mikael Tillström     | Andrea Gaudenzi Diego Nargiso           | 4:6, 6:2, 6:3       |
| Zwycięzca     | 13. | 19 listopada 2000   | Paryż              | Dywanowa (hala) | Maks Mirny           | Paul Haarhuis Daniel Nestor             | 6:4, 7:5            |